# Rajpur Sonarpur
Rajpur Sonarpur é uma cidade e um município no distrito de South 24 Parganas, no estado indiano de Bengala Ocidental.

## Demografia
Segundo o censo de 2001, Rajpur Sonarpur tinha uma população de 336 390 habitantes. Os indivíduos do sexo masculino constituem 52% da população e os do sexo feminino 48%. Rajpur Sonarpur tem uma taxa de literacia de 78%, superior à média nacional de 59,5%: a literacia no sexo masculino é de 83% e no sexo feminino é de 73%. Em Rajpur Sonarpur, 9% da população está abaixo dos 6 anos de idade.